# 아웃소시드
《아웃소시드》(영어: Outsourced)는 2006년 공개된 미국의 로맨틱 코미디 영화이다.

## 출연

### 주연
- 아시프 바스라
- 아예샤 다커

### 조연
- 조쉬 해밀턴
- 아르준 메서
- 래리 파인
- 맷 스미스

## 기타
- 공동제작: 그웬 비아릭
- 의상: 헤이디 비벤스
- 배역: 엘렌 체노워스
- 배역: 캐슬린 초핀